# نيو كاريسله (كيبك)
نيو كاريسله (بالإنجليزية: New Carlisle, Quebec)‏ هي بلدة و بلدية محلية في كيبيك تقع في كندا في Bonaventure Regional County Municipality. يقدر عدد سكانها بـ 1,358 نسمة ومساحتها 67.90 كم2 وترتفع عن سطح البحر 45.00 متر.

## المناخ
يظهر الجدول التالي التغييرات المناخية على مدار السنة لنيو كاريسله:
| البيانات المناخية لـنيو كاريسله   | البيانات المناخية لـنيو كاريسله | البيانات المناخية لـنيو كاريسله | البيانات المناخية لـنيو كاريسله | البيانات المناخية لـنيو كاريسله | البيانات المناخية لـنيو كاريسله | البيانات المناخية لـنيو كاريسله | البيانات المناخية لـنيو كاريسله | البيانات المناخية لـنيو كاريسله | البيانات المناخية لـنيو كاريسله | البيانات المناخية لـنيو كاريسله | البيانات المناخية لـنيو كاريسله | البيانات المناخية لـنيو كاريسله | البيانات المناخية لـنيو كاريسله |
| الشهر                             | يناير                           | فبراير                          | مارس                            | أبريل                           | مايو                            | يونيو                           | يوليو                           | أغسطس                           | سبتمبر                          | أكتوبر                          | نوفمبر                          | ديسمبر                          | المعدل السنوي                   |
| --------------------------------- | ------------------------------- | ------------------------------- | ------------------------------- | ------------------------------- | ------------------------------- | ------------------------------- | ------------------------------- | ------------------------------- | ------------------------------- | ------------------------------- | ------------------------------- | ------------------------------- | ------------------------------- |
| الدرجة القصوى °م (°ف)             | 8.9 (48.0)                      | 9.5 (49.1)                      | 15 (59)                         | 27 (81)                         | 30.6 (87.1)                     | 31.1 (88.0)                     | 33 (91)                         | 32.2 (90.0)                     | 29 (84)                         | 22.2 (72.0)                     | 16.5 (61.7)                     | 10.5 (50.9)                     | 33 (91)                         |
| متوسط درجة الحرارة الكبرى °م (°ف) | −6.4 (20.5)                     | −5 (23)                         | 0.4 (32.7)                      | 5.8 (42.4)                      | 13 (55)                         | 19.2 (66.6)                     | 22.6 (72.7)                     | 21.8 (71.2)                     | 16.6 (61.9)                     | 10.3 (50.5)                     | 3.8 (38.8)                      | −3.1 (26.4)                     | 8.3 (46.9)                      |
| المتوسط اليومي °م (°ف)            | −11.3 (11.7)                    | −10 (14)                        | −4.3 (24.3)                     | 1.6 (34.9)                      | 8.1 (46.6)                      | 14 (57)                         | 17.6 (63.7)                     | 17.2 (63.0)                     | 12 (54)                         | 6 (43)                          | 0.3 (32.5)                      | −7.3 (18.9)                     | 3.7 (38.7)                      |
| متوسط درجة الحرارة الصغرى °م (°ف) | −16.1 (3.0)                     | −15 (5)                         | −9 (16)                         | −2.6 (27.3)                     | 3.1 (37.6)                      | 8.8 (47.8)                      | 12.6 (54.7)                     | 12.5 (54.5)                     | 7.3 (45.1)                      | 1.7 (35.1)                      | −3.2 (26.2)                     | −11.6 (11.1)                    | −1 (30)                         |
| أدنى درجة حرارة °م (°ف)           | −31.5 (−24.7)                   | −29 (−20)                       | −25 (−13)                       | −17 (1)                         | −6.1 (21.0)                     | −2.5 (27.5)                     | 5 (41)                          | 3.3 (37.9)                      | −1.7 (28.9)                     | −9.4 (15.1)                     | −18.3 (−0.9)                    | −27 (−17)                       | −31.5 (−24.7)                   |
| الهطول مم (إنش)                   | 89.5 (3.52)                     | 56.5 (2.22)                     | 80.8 (3.18)                     | 83.5 (3.29)                     | 96.1 (3.78)                     | 99.2 (3.91)                     | 97.8 (3.85)                     | 108.2 (4.26)                    | 88.4 (3.48)                     | 105.5 (4.15)                    | 91.3 (3.59)                     | 99.5 (3.92)                     | 1٬096٫2 (43.16)                 |
| المصدر: Environment Canada        |                                 |                                 |                                 |                                 |                                 |                                 |                                 |                                 |                                 |                                 |                                 |                                 |                                 |

## أعلام
- توماس دونيلي
- كلارنس هاميلتون